# Couvent des Clarisses d'Egra

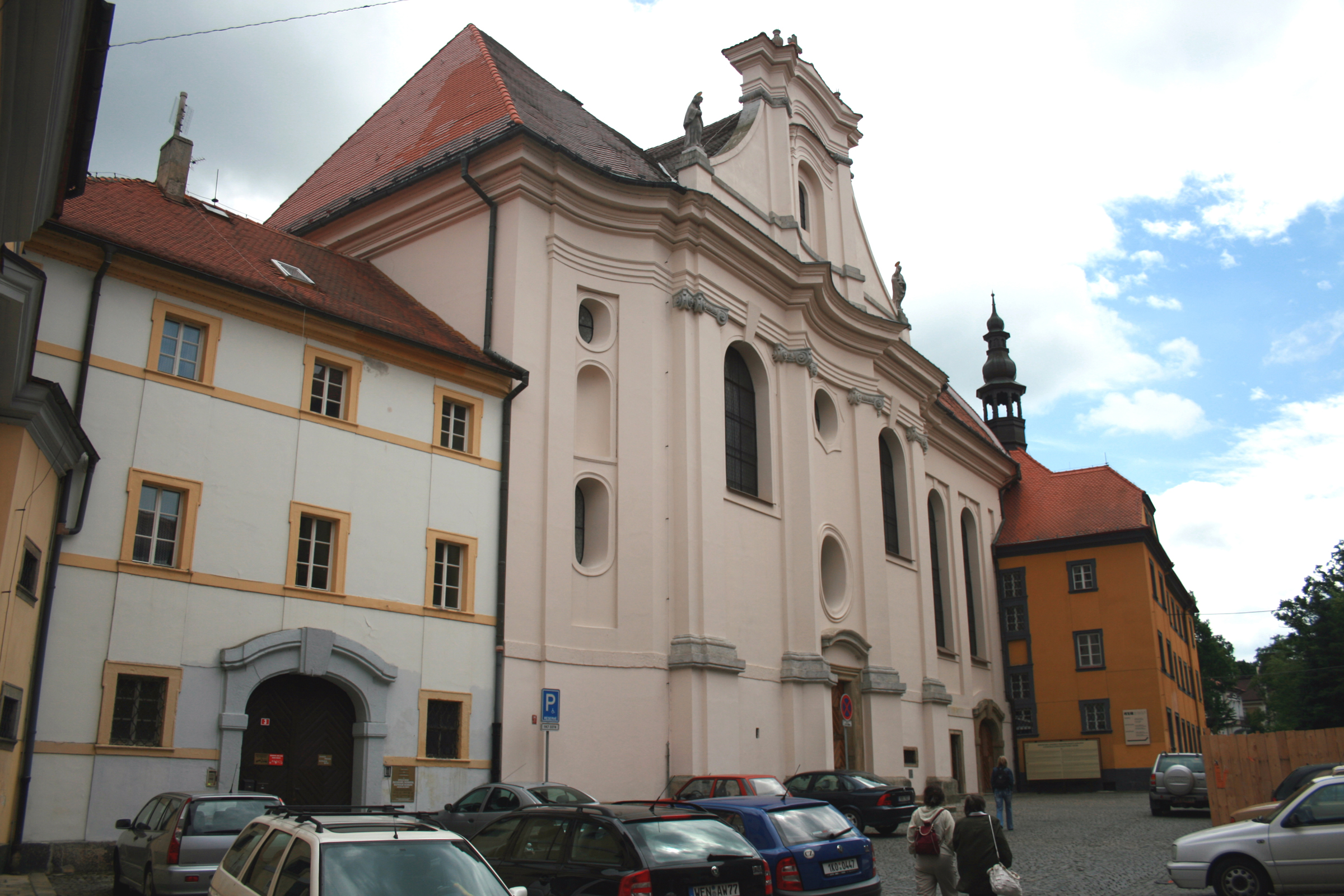
L'église baroque Ste Clara à Cheb, d'après les plans de Christoph Dientzenhofer

Le Couvent des Clarisses d'Egra était un monastère des Clarisses situé à Eger, l'actuelle ville tchèque d'Egra (Cheb en tchèque, Eger en allemand).

## Histoire
L'établissement des Clarisses remonte aux années précédant immédiatement 1270, mais un incendie de la ville cette année-là a conduit les chroniqueurs à rapporter que le monastère a été reconstruit en 1288. La première preuve documentaire fiable est un cadeau du roi Ottokar II en 1273 . Le couvent appartenait au diocèse de Ratisbonne et sa situation dans l'Egerland au sein de la ville privilégiée lui conférait également une position particulière. Le Salbuch conservé a été examiné par l'ancien archiviste de la ville d'Eger Karl Siegl, il contient des copies de documents importants.
Déjà au début du XIVe siècle, le monastère comprenait de nombreuses possessions dans les villages environnants, tels que Rohr, Kornau, Ensenbruck, Ulrichsgrün, Pilmersreut, Stabnitz, Hartessenreut, Triesenhof, Ober et Unterpilmersreut, Oberndorf, Sirmitz et la propriété zu Gehag . D'autres acquisitions ont suivi, dont le village de Grün en 1347, qui prendra plus tard le nom de Nonnengrün (aujourd'hui Hluboká, commune de Milhostov). Les achats ou les dons du monastère sont liés, entre autres, à la famille von Notthracht, en particulier la branche familiale du château de Wildstein.
En plus de la propriété, les religieuses fournissaient d'autres sources de revenus . Elles fabriquaient des cadres pour les reliques et les images de saints en fil d'argent et d'or, ainsi que des bougies en cire. De plus, elles travaillaient dans une boulangerie de sucre et de pain d'épice et produisaient des spécialités telles que des kolachs. Elles vendaient également de l'eau gastrique et du mithridate comme remèdes. L'antependium d'Eger réalisé par les religieuses est une broderie romane que l'on peut voir au musée du district d'Eger.

## Littérature
- Karl Siegl : Le Salbuch des Clarisses d'Eger de 1476. Réimpression de la revue Mitteilungen de l'Association d'histoire des Allemands en Bohême. Prague 1905.

## Liens web
- Histoire du monastère au Centre d'information touristique d'Eger
- Sainte-Claire à galeriecheb.cz